# Неотложные состояния в урологии
Неотложные состояния в клинике заболеваний мочевыводящих путей возникают относительно редко. В общей массе вызовов скорой медицинской помощи урологическая патология в городах достигает 4—5%. По данным В. С. Карпенко (1980 год, Киев) врачи скорой медицинской помощи в 70—75% случаев успешно оказывают неотложную помощь на дому и только в 20—25% случаев доставляют пациентов в урологические стационары.
Острые заболевания в урологической практике, требующие оказания неотложной медицинской помощи, включают несколько синдромов, присущих ряду заболеваний и повреждений мочеполовых органов:

## Почечная колика
По́чечная ко́лика — наиболее распространённый синдром в урологической практике — болевой синдром, возникающий при остром нарушении оттока мочи в результате нарушения проходимости верхних мочевых путей камнем, сгустком крови, слизи или гноя, конгломератом мочевых солей, казеозными массами, отторгнувшимися некротизированными тканями, в результате перегиба мочеточника или спазма почечной лоханки, мочеточника. Кроме того, почечная колика может встречаться при функциональных расстройствах верхних мочевыводящих путей, нарушениях кровообращения в почках и мочеточниках, при аллергических и других заболеваниях (наиболее частая причина — уролитиаз и мочекаменные диатезы).

## Гематурия
Гематури́я (лат. haematuria от др.-греч. αἷμα — «кровь» и οὖρον  — «моча») — медицинский термин, обозначающий наличие крови в моче сверх величин, составляющих физиологическую норму — один из ведущих симптомов заболеваний мочевыводящих путей. Обычно подразумевается визуально определяемая примесь крови в моче, появление которой связано с повреждением кровеносных сосудов, контактирующих с мочевыми путями.

## Острая задержка мочи
О́страя заде́ржка мочи́ возникает внезапно, на фоне общего благополучия, либо может развиться на фоне частичной хронической невозможности опорожнения переполненного мочевого пузыря. Задержку мочи следует отличать от анурии, при которой мочеиспусканий не происходит вследствие нарушения мочеотделения или обструкции почек, при которой мочевой пузырь не наполняется.

## Анурия
Анури́я (от др.-греч. ἀν- — отрицательная частица и οὖρον — моча) — отсутствие выделения мочи — одно из наиболее опасных для жизни пациента осложнений, встречающихся в урологической практике.

## Повреждения почек и мочевых путей
Травмы почек бывают открытые (результат ранения огнестрельным или холодным оружием  резаные, колотые и колоторезаные раны) и закрытые (результат ушиба, удар, сдавление, падение с высоты). Оказание неотложной помощи на догоспитальном этапе сводится к противошоковым мероприятиям (купирование признаков травматического шока), к остановке кровотечения введением гемостатиков (адроксоний, викасол) и сердечно-сосудистых средств.
Повреждения мочевыводящих путей в мирное время встречаются редко. Различают открытые и закрытые травмы мочеточника, мочевого пузыря и мочеиспускательного канала. В зависимости от характера ранящего агента выделяют огнестрельные, резаные и колотые. Бывают изолированными или сочетаются с повреждением почки и других о́рганов (кости таза, прямая кишка, крупные кровеносные сосуды, наружные половые органы и так далее).

## Повреждения наружных половых органов
Повреждение половых органов у мужчин встречается относительно редко. Они встречаются в быту, спорте, на производстве, при дорожно-транспортных происшествиях и так далее. Обычно травма возникает в результате прямого удара, сдавления или ранения. Различают открытые (колотые, ушибленные, резаные, укушенные, скальпированные и огнестрельные раны) и закрытые (ушиб, перелом, вывих и ущемление), изолированные и сочетанные повреждения наружных половых органов.